# Maria Eduarda Azevedo
Maria Eduarda de Almeida Azevedo • GCIH • (Malveira, 17 de maio de 1956 – Lisboa, 1 de setembro de 2020), foi uma política, jurista, investigadora e professora universitária portuguesa. Foi secretária de estado da justiça no XII Governo constitucional (1991 a 1995), deputada à Assembleia da República, de 1995 a 2005 (VII, VIII e IX legislaturas), pelo Partido Social Democrata, de que foi vice-presidente e diretora do jornal “Povo Livre”, bem como deputada à Assembleia parlamentar do Conselho da Europa, à Assembleia Parlamentar da União da Europa Ocidental e à Assembleia parlamentar da Organização para a Segurança e Cooperação na Europa, tendo sido presidente da delegação portuguesa. foi membro do Conselho Superior da Magistratura e da Comissão de acesso aos documentos administrativos.
Doutorada em Direito, ramo de ciências jurídico-económicas, e especialista em direito comunitário, direito económico, direito fiscal e finanças públicas, lecionou na Faculdade de Direito da Universidade de Lisboa, na Universidade Livre de Lisboa e na Universidade Lusíada de Lisboa, onde presidiu ao Conselho escolar da faculdade de Direito, e também desempenhou vários cargos conexos.

## Biografia

### Formação académica
- Licenciatura em Direito pela Faculdade de Direito da Universidade de Lisboa, concluída em junho de 1978;[1][2]
- diplomada, em 1985, em Altos estudos de direito comunitário, pela Faculdade de Direito da Universidade de Coimbra;[1][2]
- em 1986, obteve o grau de mestre em Ciências jurídico-económicas pela Faculdade de Direito da Universidade de Lisboa;[1][2]
- em 2009, obteve o grau de Doutor em Direito, ramo de ciências jurídico-económicas, especialidade de finanças públicas, pela Universidade de Lisboa;[1][2]

### Carreira docente universitária
- na primeira metade da década de 1980, foi assistente do curso de Direito da Universidade Livre de Lisboa;[3][4][5]
- desde o ano letivo de 2013/2014, diretora e professora associada da Faculdade de Direito da Universidade Lusíada de Lisboa, sendo ainda membro dos Conselhos científico e pedagógico e presidente do Conselho escolar da faculdade de Direito, bem como membro do Conselho escolar da faculdade de ciências da economia e da empresa e do Conselho escolar da faculdade de ciências humanas e sociais;[1][2][6][7][8][9]
- professora com agregação no ramo de Direito (especialidade de Direito económico e financeiro) pela Universidade Nova de Lisboa, em 2016;[2]
- na Faculdade de Direito da Universidade de Lisboa, exerceu funções de docência como professora convidada, sendo membro fundador do Instituto europeu da faculdade de Direito de Lisboa, membro do Conselho consultivo do instituto de direito económico financeiro e fiscal da faculdade de direito e membro da “Bolsa de Avaliadores Externos” da Revista de finanças públicas e direito fiscal, bem como foi orientadora e membro de júri de provas finais de mestrado em direito e economia;[1][2][10]

### Outras atividades jurídicas
- advogada, desde 1980, inscrita na Ordem dos Advogados;[1][2]
- exerceu funções técnicas no Centro de estudos fiscais da Direção geral das contribuições e impostos, onde foi admitida como jurista, em 23 de março de 1983, provida no lugar de especialista, em 31 de janeiro de 1987, no de assessora jurista, em 9 de agosto de 1994, e no de investigadora-jurista, em 1 de junho de 2002, desempenhando tal função até 2013, então já na recém-criada Autoridade Tributária e Aduaneira;[1][2][6][7][8]
- diretora de serviços do departamento de assuntos jurídicos do secretariado agrícola para as relações europeias (1988-1990);[1][2]
- diretora-geral do gabinete para os assuntos agrícolas comunitários (1990-1991);[1][2]
- vogal da Comissão de reforma fiscal (1989-1990);[1][2]
- vogal da secção especializada para as privatizações do conselho da Bolsa de valores (1989-1991);[1][2]
- em 2010, fez parte da lista, de três candidatos, apresentada pelo Ministério da Justiça, à eleição a juiz português no Tribunal Europeu dos Direitos Humanos;[11]
- de junho de 2012 a março de 2017, foi membro efetivo da Comissão de acesso aos documentos administrativos (CADA), por designação do XX Governo Constitucional;[12][1][2][6][7][8]
- em 2016, foi eleita, pela Assembleia da República, vogal do Conselho Superior da Magistratura, cargo que exerceu até 2019.[13][2]

### Cargos políticos no governo e parlamentos nacional e europeus
- Secretária de estado da justiça no XII Governo constitucional (1991 a 1995);[1][2][14]

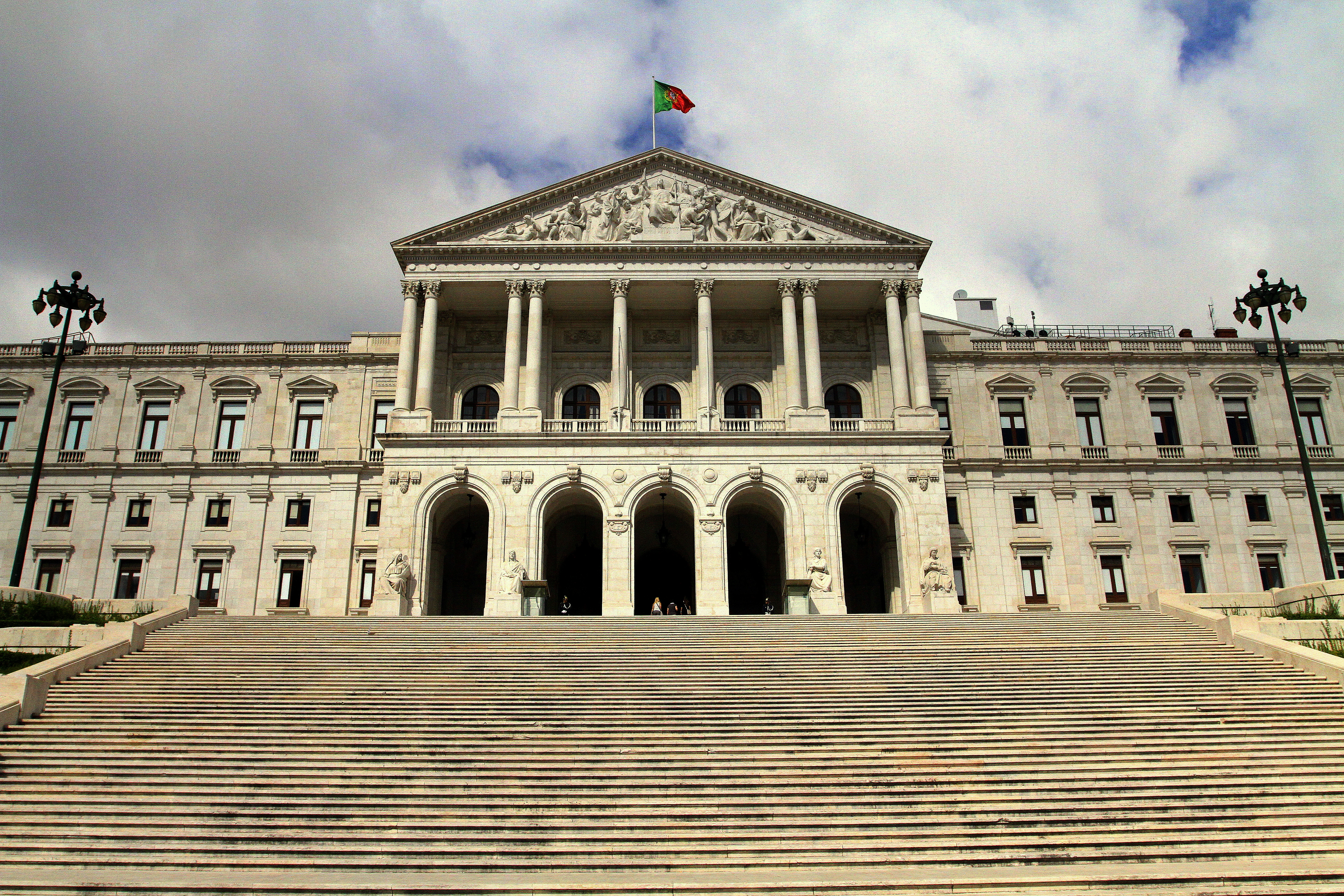
Palácio de São Bento, Lisboa, onde se encontra instalada a Assembleia da República (Parlamento português)

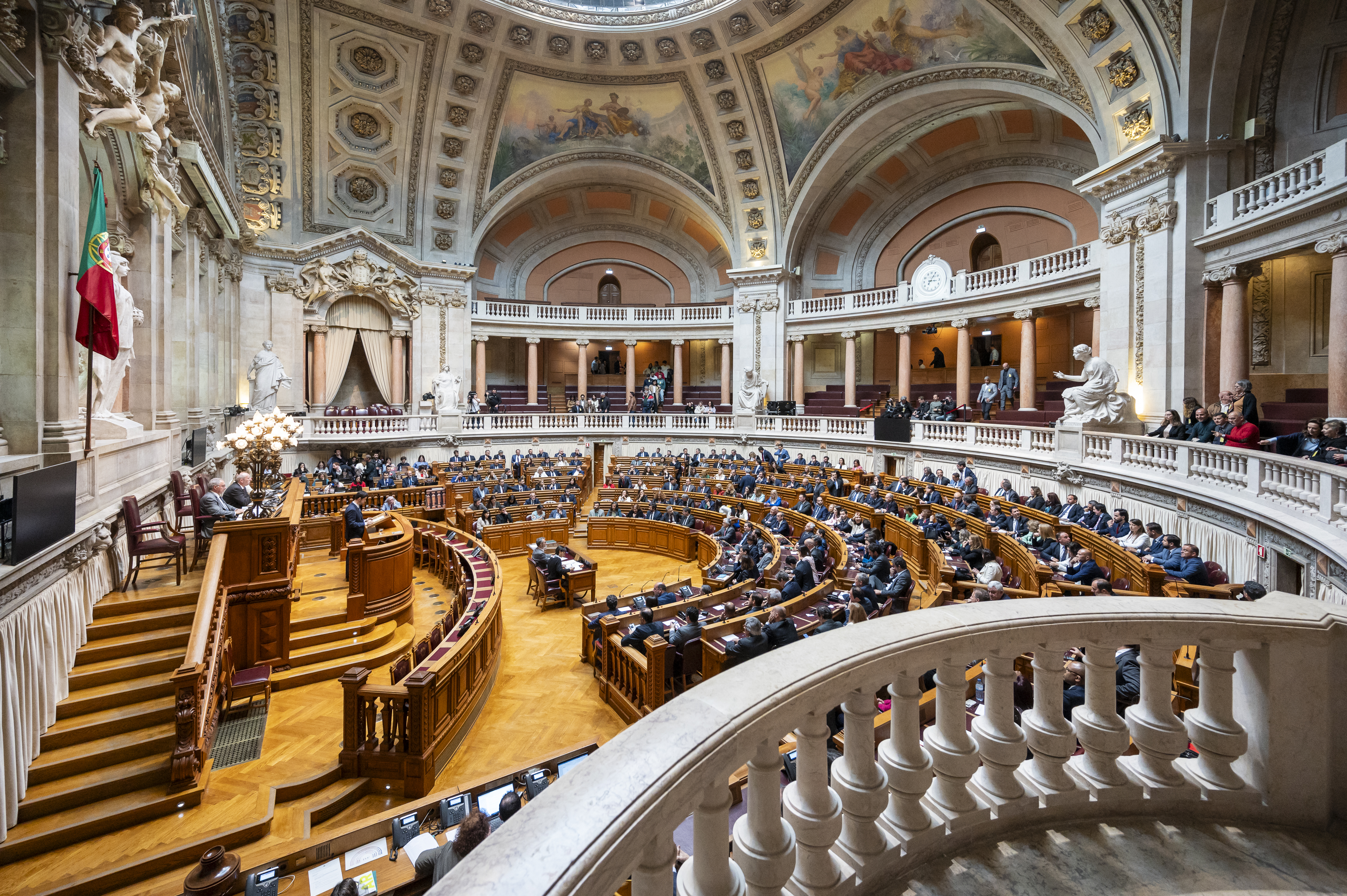
Sala das Sessões da Assembleia da República, onde Maria Eduarda Azevedo foi deputada, de 1995 a 2005

- deputada à Assembleia da República, de 1995 a 1999 e de 2002-2005 (VII e IX legislaturas), pelo círculo eleitoral de Lisboa, e de 1999 a 2002 (VIII legislatura), pelo Círculo eleitoral de Braga, tendo sido membro da Comissão parlamentar dos assuntos europeus e política externa, de que foi vice-presidente (1995-2005), e membro das comissões parlamentares da Família e para a igualdade de oportunidades para mulheres e homens (1995-1999), da revisão constitucional de 1997, sobre o Atentado de Camarate (1995); e da Defesa (1999-2002), sendo ainda presidente quer da subcomissão parlamentar da Violência contra as mulheres, e da do Euro (ambas de 1997 a 1999);[1][2][15]

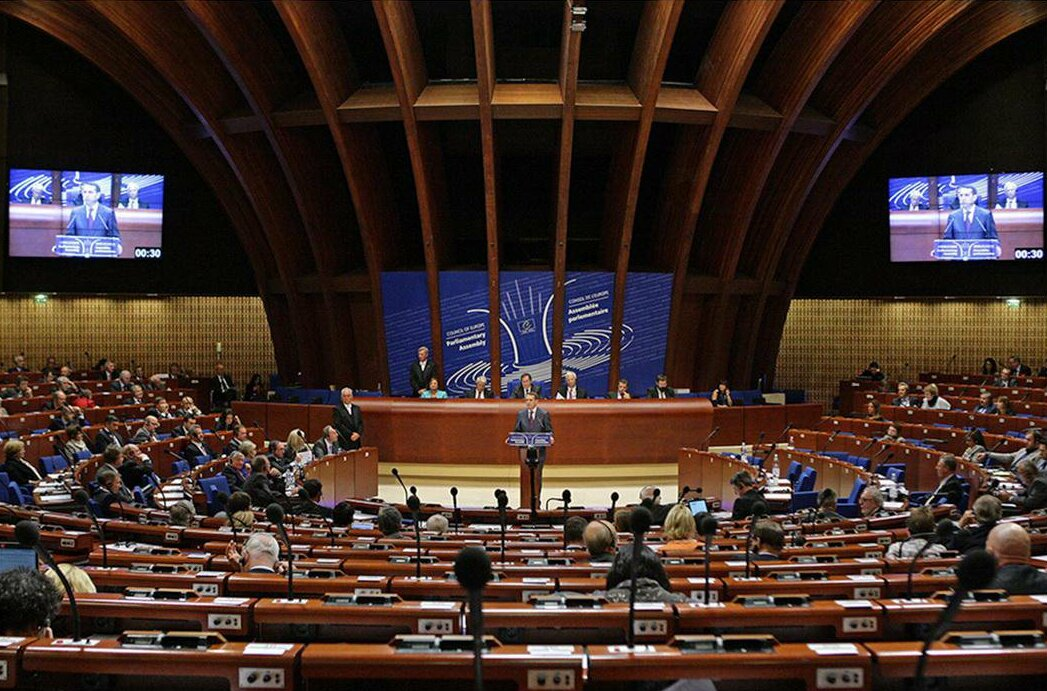
Assembleia parlamentar do Conselho da Europa

- deputada à Assembleia parlamentar do Conselho da Europa, de 8 de setembro de 2003 a 1 de junho de 2005, foi membro das Comissões dos Assuntos jurídicos e direitos humanos; dos Assuntos sociais, saúde e família; e da Igualdade de oportunidades para mulheres e homens, bem como membro das Subcomissões de direito penal e criminologia; da criança; e da violência contra as mulheres; tendo sido a autora da moções de recomendação «Controlar e diagnosticar crianças com dislexia» e «Reabilitação social de reclusos»[16][1][2][6][7][8]

- deputada à Assembleia parlamentar da União da Europa Ocidental (UEO), foi membro da Comissão de defesa;[1][2]
- deputada à Assembleia parlamentar da Organização para a Segurança e Cooperação na Europa (OSCE), tendo sido presidente da delegação portuguesa;[1][2]
- membro titular da Convenção dos direitos fundamentais da União Europeia (1999-2000) e da  Convenção sobre o futuro da Europa (2002-2003);[1][2]

### Cargos político-partidários
- vice-presidente do Partido Social Democrata (1999-2002);[1][2]
- diretora do jornal “Povo Livre”, órgão oficial do PSD (1998-2002);[1][2]
- presidente do Conselho de jurisdição da distrital de Lisboa do Partido Social Democrata (1996-1998);[1][2]
- presidente da mesa da assembleia da secção de Algés do Partido Social Democrata (1993-1995) [1][2]

## Obra publicada
Ao longo das quatro décadas da sua carreira produziu vasta obra, sendo de destacar:
- Temas de direito da economia; 4ª ed.; Coimbra; Almedina; 2020; ISBN 978-972-40-8419-0;[17]
- Manual de finanças públicas e direito financeiro; Lisboa; Quid Juris?; 2018; ISBN 978-972-724-786-8[18]
- A (re)construção da Europa?: a dinâmica da integração económica e política; Lisboa; Quid Juris; 2017; ISBN 978-972-724-760-8;[19]
- Direito da regulação da economia; Lisboa; Quid Juris?; 2017; ISBN 978-972-724-779-0;[20]
- Direito da família e direito dos menores: que direitos no século XXI?; Lisboa; Universidade Lusíada Editora; 2015; ISBN 978-989-640-179-5;[21]
- Ensinar finanças comunitárias no curso de direito; Lisboa; Universidade Lusíada; 2014; ISBN 978-989-640-175-7;[22]
- As parcerias público-privadas: instrumento de uma nova governação pública; Coimbra; Almedina; 2009; ISBN 978-972-40-3989-3;[23]
- A Europa em Movimento - Apostas e Desafios; [s.l.]; Editorial Notícias; 1998; ISBN: 9789724608778;[24]
- A Reforma da Política Agrícola Comum - Uma Política Controversa na Hora de Mudança; Almedina; 1996; ISBN 9789724009513;[25]
- Em Torno da Revisão do Tratado da União Europeia, [s.l.]; Almedina; 1997; 9789724010380;[26]
- As finanças públicas regionais; Lisboa; Editora Danubio; 1982;[27]

## Condecorações

### Ordens honoríficas de Portugal
Foi agraciada, pelo presidente da República Portuguesa, Jorge Sampaio, em 6 de março de 1998, com a:
- Grã-Cruz da Ordem do Infante D. Henrique